# Chris Armas
Chris Armas (Brentwood, Estado de Nova Iorque, 27 de agosto de 1972) é um treinador e ex-futebolista norte-americano que atuava como meio-campista. Atualmente comanda o Colorado Rapids.

## Carreira
Mais um norte-americano de ascendência latina (mais precisamente, portorriquenha), Armas, como a maioria dos jogadores de sua geração, iniciou a carreira em torneios universitários, militando no  Adelphi Panthers entre 1990 e 1993. Nesse mesmo ano, disputa seis partidas pela minúscula Seleção de Porto Rico.
Já formado, Armas assinou contrato com o Long Island Rough Riders, equipe da USISL, uma espécie de divisão inferior da MLS. Atuou pelos Rough Raiders até 1995, quando assinou seu primeiro contrato profissional, com o Los Angeles Galaxy. Durou apenas dois anos na equipe californiana, e se transferiu para o Chicago Fire, seu terceiro e último clube como profissional. Armas deixou de jogar aos 35 anos, em 2007.

## Seleção norte-americana
Após as seis partidas realizadas representando Porto Rico, Armas foi convocado pela primeira vez para uma partida da Seleção Norte-Americana em 1998. Esteve próximo de ser chamado para a Copa de 2002, mas uma lesão frustrou seus planos - o argentino naturalizado americano Pablo Mastroeni foi chamado em seu lugar.
Armas abandonou a equipe em 2005, completamente esquecido por Bruce Arena, que não o convocou para a Copa de 2006.